# 彩色世界
《彩色世界》（英語：Invisible Journey）是香港電視廣播有限公司的時裝劇集，全劇共21集，由宣萱、林保怡及滕麗名領銜主演，監製莊偉建。該劇於2002年1月21日起，星期一至五晚香港時間21:30—22:30播出。並於2005年2月14日至3月14日香港時間11:45—12:45重播。

## 演員表

### 林家
| 演員   | 角色   | 關係 | 關係／暱稱 |
| 張英才 | 林志輝 | 王寶珍之夫 林樂兒之父 年輕時為船員 因一時疏忽導致林樂兒失明 第2集因林樂兒幫忙而解開心結 |            |
| 雪 妮  | 王寶珍 | 林志輝之妻 林樂兒之母 年輕時為火柴廠女工 因其夫造成林樂兒失明，對其夫極不諒解 第2集因林樂兒幫忙而解開心結 | 輝嫂       |
| 宣 萱  | 林樂兒 | 坪州居民 「坪洋公立小學校」音樂老師 輝、珍之女 夏桂芬之表妹 張家發之女友 鍾永年青梅竹馬玩伴兼喜歡對象 鄭志豪病人兼喜歡對象 3歲時因落海，導致眼部細菌感染而失明 第3集幫陳偉聲研發《12星座咖啡》大受歡迎 第6集至中環咖啡室上班（第7集被迫辭職） 第8集代Mary擔任「盛昌食品有限公司」接待員（第11集請辭） 第11集接受手術重見光明 第11集通過鋼琴八級試驗 第14集至鄭志豪眼科診所擔任櫃台員 |            |

### 張家
| 演員   | 角色   | 關係 | 關係／暱稱 |
| 周 驄  | 張 生  | 張家發之父 移民至外國生活 |            |
| 白 茵  | 鳳     | 張家發之母 因嗜賭輸掉港幣10萬元 移民至外國生活 |            |
| 林保怡 | 張家發 | 程詩敏前男友 林樂兒之男友 陳偉聲、鄭志豪小學同學 第11集與程詩敏分手，拉扯時撞車撞傷頭部昏迷（第12集甦醒） 因撞傷頭部導致無法開口說話（經治療後痊癒） 第14集至「龍記咖啡室」擔任店員（為免林樂兒認出而化名：阿才） | 發仔       |

### 程家
| 演員   | 角色   | 關係 | 關係／暱稱 |
| 梁舜燕 | 程 太  | 程詩敏之母 |            |
| 滕麗名 | 程詩敏 | 投資顧問經理 James之契女 張家發前女友 第11集因不甘與張家發分手，拉扯時將其推出撞車 需長期照顧張家發而無法分身處理公事 歐芷珊同事兼代理人(第14集遭其設計而反面) 陳偉聲之上司 參見投資公司 | Tina       |

### 鍾家
| 演員   | 角色   | 關係 | 關係／暱稱 |
| 焦 雄  | 燦 叔  | 「燦記茶餐廳」老闆 鍾永年之父 |            |
| 劉桂芳 | 燦 嫂  | 「燦記茶餐廳」老闆娘 鍾永年之母 |            |
| 鄧浩光 | 鍾永年 | 坪州居民 「燦記茶餐廳」麵包師傅 林樂兒青梅竹馬玩伴 從小喜歡林樂兒 第6集至中環高級麵包店實習 第12集所做之麵包獲肯定 第14集開始喜歡夏桂芬 |            |

### 鄭家
| 演員       | 角色   | 關係 | 關係／暱稱 |
| Joe Junior | 鄭 生  | 鄭志豪之父 |            |
| 丁主惠     | 鄭 太  | 鄭志豪之母 |            |
| 唐文龍     | 鄭志豪 | 眼科醫生 張家發、陳偉聲小學同學 林樂兒主治醫生兼老闆(第12集幫林樂兒做眼部手術成功) 第集眼科診所開幕 第14集聘請林樂兒至診所上班 | Steven     |

### 盛昌食品有限公司
| 演員   | 角色   | 關係                                                                                                   | 關係／暱稱 |
| 郭德信 | Ronald | 「盛昌有限公司」董事長                                                                                 |            |
| 郭 峰  | 馮 生  | 「盛昌食品有限公司」經理 張家發、陳偉聲前上司 程詩敏之契爺 第10集派人用張家輝之電腦向對手發送報價單    | James      |
| 林保怡 | 張家發 | 「盛昌食品有限公司」職員 第10集遭James陷害而辭職 參見張家                                              | 發仔       |
| 宣 萱  | 林樂兒 | 第8集代Mary班擔任「盛昌食品有限公司」接待員（第11集辭職） 參見林家                                     |            |
| 曹永廉 | 陳偉聲 | 「盛昌食品有限公司」職員 第5集因非法收回佣，遭James開除 張家發、鄭志豪小學同學 喜歡程詩敏 參見投資公司 | Sam        |
| 林佳蓉 | -      | 「盛昌食品有限公司」職員 James之下屬                                                                   |            |
| 沈可欣 | -      | 「盛昌食品有限公司」職員 James之下屬                                                                   |            |
| 蘇麗明 | -      | 「盛昌食品有限公司」職員 James之下屬                                                                   |            |
| 鄭世豪 | -      | 「盛昌食品有限公司」職員 James之下屬                                                                   |            |
| 江 暉  | -      | 「盛昌食品有限公司」職員 James之下屬                                                                   |            |
| 曾慧雲 | Mary   | 「盛昌食品有限公司」接待員 第8集因放產假找林樂兒代班                                                   |            |

### 投資公司
| 演員   | 角色   | 關係 | 關係／暱稱 |
| 李鴻杰 | Martin | 投資公司董事長 程詩敏上司                                                                                      | 趙先生     |
| 滕麗名 | 程詩敏 | 投資公司經理 陳偉聲之上司 歐芷珊之上司兼代理人 第14集遭歐芷珊設計，令Martin將新基金全權交給歐芷珊跟進 參見程家 | Tina       |
| 劉綽琪 | 歐芷珊 | 投資公司職員 程詩敏之下屬兼代理人 因欲升職多次背地抺黑程詩敏                                                   | Josie      |
| 曹永廉 | 陳偉聲 | 投資公司職員 程詩敏之下屬 參見盛昌食物有限公司                                                                 | Sam        |
| 伍慧珊 | -      | 投資公司職員 Martin之祕書                                                                                      |            |
| 湯俊明 | -      | 投資公司職員                                                                                                   |            |
| 夏竹欣 | -      | 投資公司職員                                                                                                   |            |
| 張智軒 | -      | 投資公司職員                                                                                                   |            |

### 其他演員
| 演員   | 角色   | 關係                                                               | 關係／暱稱      |
| 譚小環 | 夏桂芬 | 空姐 林樂兒之表姐 鍾永年之妻                                       | Fanny           |
| 韓馬利 | 馮 太  | James之妻 程詩敏之契媽                                             |                 |
| 邵卓堯 | 多口華 | 「燦記茶餐廳」侍應                                                 |                 |
| 朱婉儀 | -      | 水晶店職員                                                         |                 |
| 孫季卿 | 興 叔  | 「燦記茶餐廳」熟客                                                 |                 |
| 余慕蓮 | 七 嬸  | 「燦記茶餐廳」熟客                                                 |                 |
| 高俊文 | 鄧 生  | 中環咖啡室老闆                                                     |                 |
| 黎秀英 | 趙 太  | 鳳鄰居兼牌友 多次慫恿鳳去澳門賭賤                                  |                 |
| 楊嘉諾 | 華 哥  | 中環咖啡室吧台 鄧生之下屬 因怕林樂兒搶走其工作，與標哥聯手整林樂兒 |                 |
| 黃樹棠 | 標 哥  | 中環咖啡室吧台 鄧生之下屬 因怕林樂兒搶走其工作，與華哥聯手整林樂兒 |                 |
| 王維德 | 吳 生  | 中環高級麵包店老闆 逹哥、鍾永年之上司                              | Nelson          |
| 車保羅 | 達 哥  | 中環高級麵包店高級師傅 鍾永年之同事                                |                 |
| 魏惠文 | -      | 中環麵包店師傅 達哥、鍾永年之同事                                  |                 |
| 曾健明 | -      | 中環麵包店師傅 達哥、鍾永年之同事                                  |                 |
| 王偉樑 | 田主任 | 「盲人輔導中心」主任 鄭志豪之朋友                                  |                 |
| 徐 榮  | -      | 「盲人輔導中心」宣傳片攝影師                                       |                 |
| 鄺佐輝 | -      | 張家發主治醫師                                                     |                 |
| 陳思齊 | -      | 護士                                                               |                 |
| 楊瑞麟 | -      | 張家發之語言治療師                                                 |                 |
| 黃梓瑋 | 佘 太  | 佘茜兒之母                                                         |                 |
|        | 佘茜兒 | 鄭志豪之病人（視網膜輕微脫落）                                     |                 |
| 林遠迎 | 孱仔強 | 夏桂芬小學舊同學                                                   |                 |
| 虞天偉 | -      | 張家發之復健醫生                                                   |                 |
| 張漢斌 | 阿 龍  | 「龍記咖啡店」老闆 張家發之朋友兼上司                              |                 |
| 尤 程  | Ivy    | 大頭文之妻 Billy仔之母 鄭志豪前女友                                |                 |
| 葉 暐  | 大頭文 | Ivy之夫 Billy仔之父                                                |                 |
| 河國榮 | 巴西佬 | 咖啡商人                                                           | Brian Mr. Amada |

## 收視
以下為本劇於香港無綫電視翡翠台之收視紀錄：
| 週次 | 集數  | 日期                  | 平均收視 | 最高收視 |
| 1    | 01-05 | 2002年1月21日-1月26日 | 25點     |          |
| 2    | 06-10 | 2002年1月29日-2月2日  | 25點     |          |
| 3    | 11-15 | 2002年2月4日-2月8日   | 25點     |          |
| 4    | 16-20 | 2002年2月12日-2月17日 | 25點     |          |

- 全剧平均25点
- 收视居全年剧集收视最后

## 外部連結
- 無綫電視官方網頁 - 彩色世界

| 香港、 马来西亚、 新加坡 TVB星河频道 星期一至五 18:30 - 19:30 | 香港、 马来西亚、 新加坡 TVB星河频道 星期一至五 18:30 - 19:30 | 香港、 马来西亚、 新加坡 TVB星河频道 星期一至五 18:30 - 19:30 |
| ------------------------------------------------------------- | ------------------------------------------------------------- | ------------------------------------------------------------- |
|                                                               | 彩色世界 （2022年9月5日－2022年10月3日）                      |                                                               |
| 無業樓民 （2022年8月5日－2022年9月2日）                       | 人生馬戲團 （2022年10月4日－2022年10月31日）                  |                                                               |